# St. Martinus (Borschemich (neu))

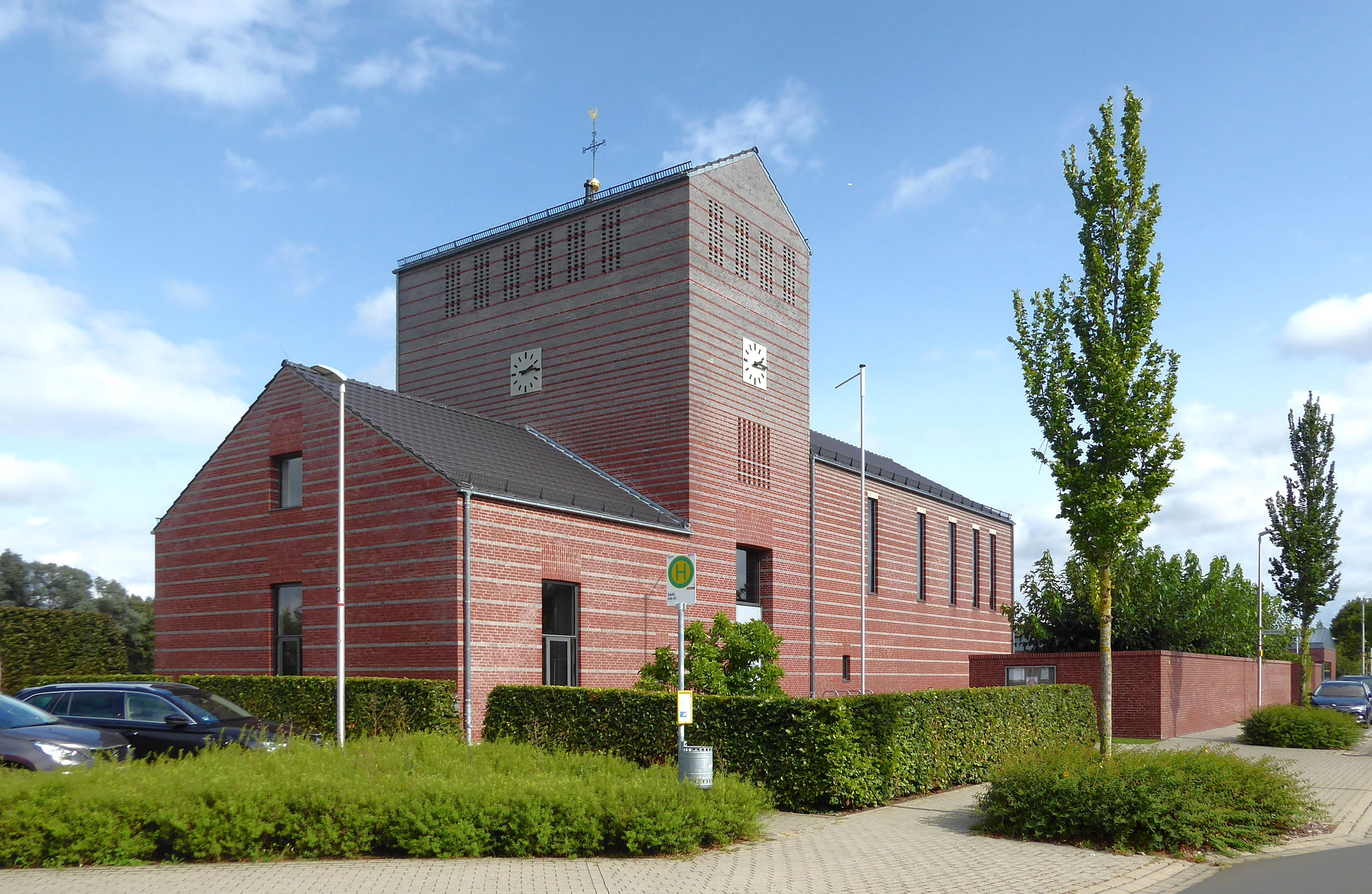
St. Martinus in Borschemich (neu)

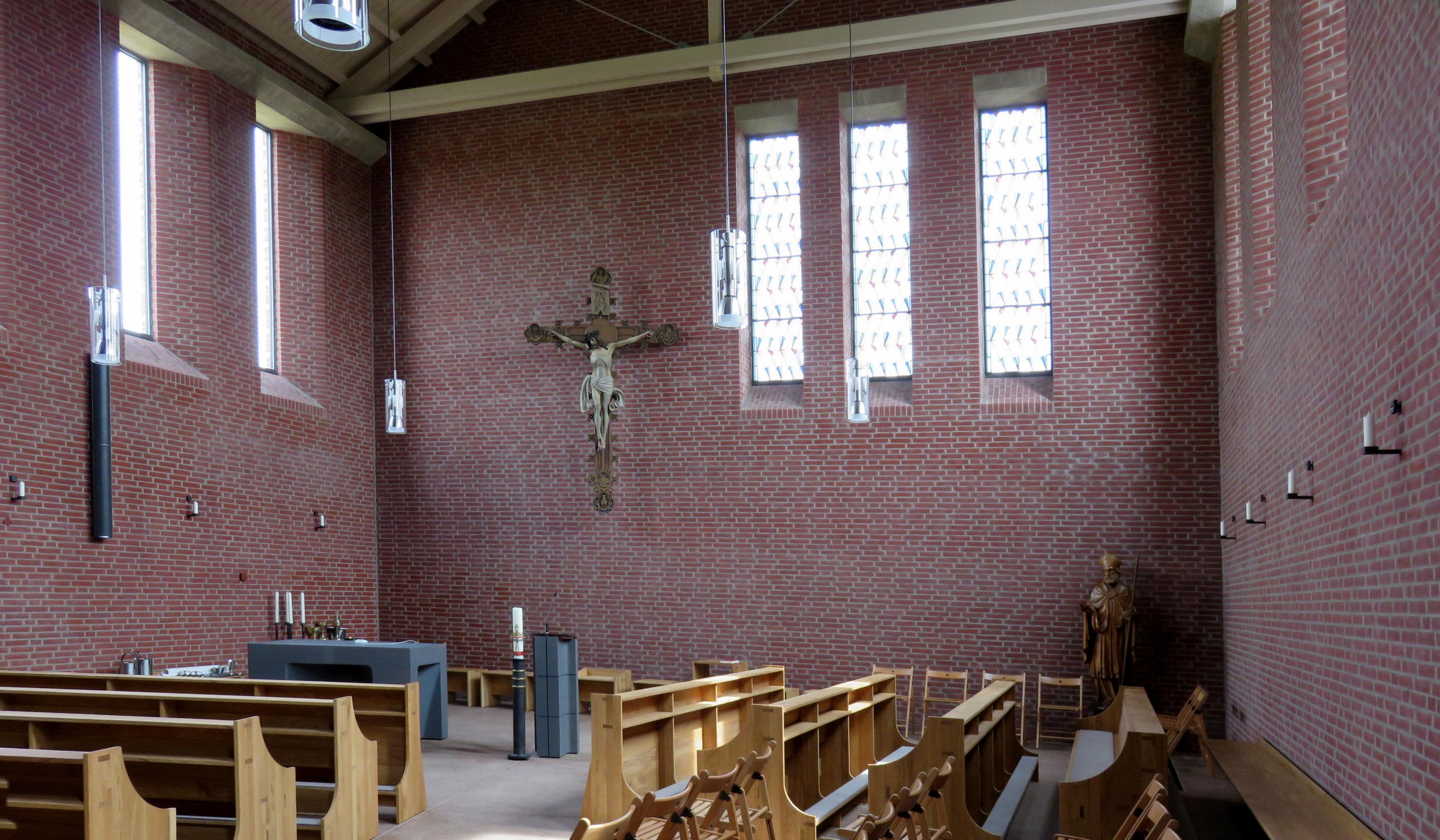
Innenraum

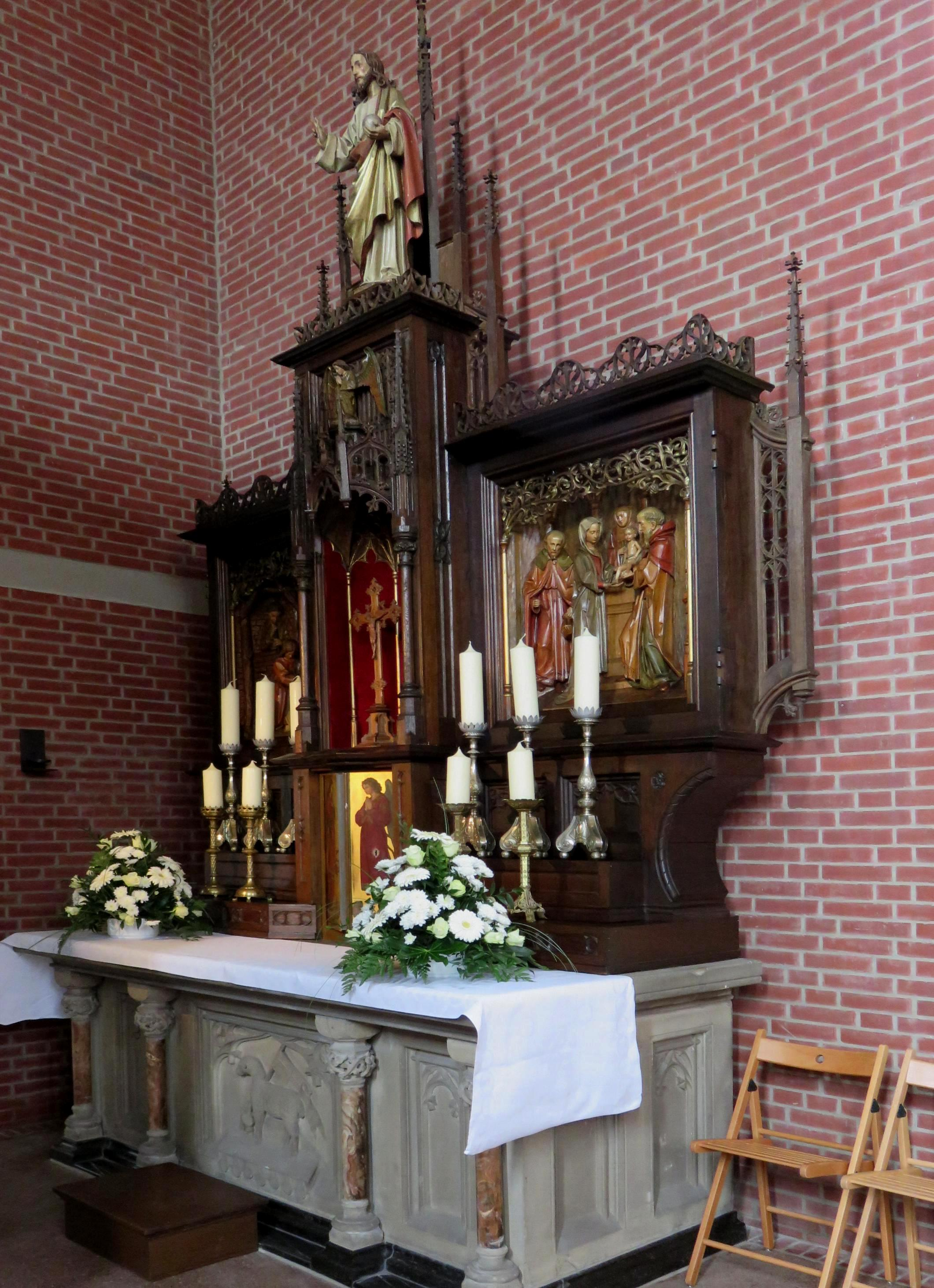
Neugotischer Hochaltar

St. Martinus ist die römisch-katholische Kapelle des Erkelenzer Stadtteils Borschemich (neu) im Kreis Heinsberg, Nordrhein-Westfalen.
Das Bauwerk gehört zur Erkelenzer Großpfarre Christkönig.

## Geschichte
Da der Ort Borschemich bis 2017 dem Tagebau Garzweiler weichen musste und somit auch die Kirche St. Martinus, welche am 23. November 2014 profaniert wurde, war ein Ersatzbau am Umsiedlungsort erforderlich geworden. Borschemich (neu) sollte nach dem Willen des Bistums Aachen jedoch keine Kirche mehr erhalten, sondern eine wesentlich kleinere Kapelle. Somit wurde der Monschauer Architekt Elmar Paul Sommer mit den Planungen einer neuen Kapelle mit anschließendem Gemeindezentrum für Borschemich (neu) beauftragt. Der Erste Spatenstich war im Dezember 2013 und die Grundsteinlegung fand am 22. Juni 2014 statt. Die Konsekration des neuen Gotteshauses erfolgte am 3. Mai 2015 durch den Aachener Weihbischof Johannes Bündgens. Die Turmuhr sowie das Turmkreuz mit dem Wetterhahn wurden aus der alten Kirche übernommen.

## Ausstattung
Im Innenraum befinden sich einige Ausstattungsstücke aus der alten Borschemicher Kirche. Davon zu erwähnen sind der neugotische Hochaltar, sowie einige Heiligenfiguren, das Taufbecken, das Triumphkreuz, sowie die barocke Kommunionbank und der Grundstein der alten Borschemicher Kirche. Der hölzerne Volksaltar wurde ebenfalls aus Borschemich übernommen, jedoch musste er verkleinert werden. Der Ambo wurde aus den Messdienersitzen der alten Kirche hergestellt. Die Orgel ist ein Werk der Firma Orgelbau Romanus Seifert & Sohn aus Kevelaer und befand sich vor der Aufstellung in Borschemich (neu) in einem Gemeindezentrum der Pfarre St. Remigius Viersen. Sie besitzt zehn Register auf ein Manual und Pedal verteilt. Ebenfalls aus der ehemaligen Kirche St. Martinus in Borschemich wurden einzelne Glasmalereien von Maria Katzgrau in die neue Kapelle transloziert.

## Glocken
Die vier Glocken wurden ebenfalls aus der Borschemicher Kirche übernommen.
| Nr. | Name         | Durchmesser (mm) | Masse (kg, ca.) | Schlagton (HT-1/16) | Gießer                                                 | Gussjahr |
| 1   | Johannes     | 1.106            | 800             | f' -1               | Rudolf Edelbrock, Fa. Petit & Gebr. Edelbrock, Gescher | 1880     |
| 2   | Martinus     | 953              | 550             | as' -5              | Jakob von Venraide                                     | 1464     |
| 3   | Pius X.      | 852              | 380             | b' -2               | Hans Hüesker, Fa. Petit & Gebr. Edelbrock, Gescher     | 1958     |
| 4   | Sterbeglocke | 492              | 75              | c" -11              | Johann von Coellen?                                    | 1583     |

Motiv: Te Deum